# Mistrzostwa Świata Juniorów w Hokeju na Lodzie 2022/I Dywizja
Mistrzostwa Świata Juniorów w Hokeju na Lodzie I dywizji 2022 odbyły się w dwóch państwach: w Danii (Hørsholm) oraz w Estonii (Tallinn). Zawody grup A oraz B rozegrane zostały w dniach 12–18 grudnia 2021 roku.
W mistrzostwach drugiej dywizji uczestniczyło 12 zespołów, które zostały podzielone na dwie grupy po 6 zespołów. Rozgrywały one mecze systemem każdy z każdym. Pierwsza drużyna turnieju grupy A awansuje do mistrzostw świata elity, ostatni zespół grupy A zagra w grupie B, zastępując zwycięzcę turnieju grupy B. Najsłabsza drużyna grupy B spadła do drugiej dywizji.
Hale, w których odbyły się zawody, to:
- Bitcoin Arena (Hørsholm)
- Tondiraba Icehall (Tallinn)

## Grupa A
Wyniki
| 12 grudnia 2021 | Węgry | 1:3 | Kazachstan | Bitcoin Arena, Hørsholm |

| Szczegóły      | Szczegóły                | Szczegóły       | Szczegóły                                                              | Szczegóły                                                                                                 |
| -------------- | ------------------------ | --------------- | ---------------------------------------------------------------------- | --- |
| Godzina: 13:00 | M. Schlekmann (EQ) 33:21 | (0:2, 1:1, 0:0) | 00:42 (EQ) A. Mangisbajew 18:56 (PP2) W. Łogwin 25:49 (EQ) D. Kołodiuk | Widzów: 122 Sędzia główny: Mirosław Jarec Marcus Wannerstedt Sędziowie liniowi: Uldis Buss Emil Dalsgaard |
| Godzina: 13:00 | 14 min. kar              |                 | 14 min. kar                                                            | Widzów: 122 Sędzia główny: Mirosław Jarec Marcus Wannerstedt Sędziowie liniowi: Uldis Buss Emil Dalsgaard |

| 12 grudnia 2021 | Norwegia | 2:4 | Łotwa | Bitcoin Arena, Hørsholm |

| Szczegóły      | Szczegóły                                             | Szczegóły       | Szczegóły                                                                               | Szczegóły                                                                                             |
| -------------- | ----------------------------------------------------- | --------------- | --------------------------------------------------------------------------------------- | --- |
| Godzina: 16:30 | L. L. Trygg (PP) 06:11 O. J. Bjørgvik Holm (PP) 13:43 | (2:2, 0:1, 0:1) | 06:40 (EQ) R. Ansons 08:21 (EQ) D. Orninš 25:26 (EQ) S. Vilmanis 44:30 (EQ) D. Murnieks | Widzów: 143 Sędzia główny: Niclas Lundsgaard Marek Žák Sędziowie liniowi: Arciom Łabzow Simon Riecken |
| Godzina: 16:30 | 6 min. kar                                            |                 | 18 min. kar                                                                             | Widzów: 143 Sędzia główny: Niclas Lundsgaard Marek Žák Sędziowie liniowi: Arciom Łabzow Simon Riecken |

| 12 grudnia 2021 | Dania | 1:9 | Białoruś | Bitcoin Arena, Hørsholm |

| Szczegóły      | Szczegóły            | Szczegóły       | Szczegóły | Szczegóły |
| -------------- | -------------------- | --------------- | --- | --- |
| Godzina: 20:00 | K. Larsen (PP) 25:23 | (0:2, 1:4, 0:3) | 14:49 (EQ) W. Pińczuk 15:29 (EQ) W. Diemczenko 23:41 (SH) I. Spat 36:10 (EQ) J. Sidorow 36:52 (PP2) S. Kuzniecow 37:15 (PP) J. Klawdijew 48:38 (EQ) O. Pożigan 50:22 (EQ) D. Karpowicz 56:29 (EQ) J. Czezganow | Widzów: 623 Sędzia główny: Micha Hebeisen Zsombor Pálkövi Sędziowie liniowi: Albert Ankerstjerne David Klouček |
| Godzina: 20:00 | 10 min. kar          |                 | 14 min. kar | Widzów: 623 Sędzia główny: Micha Hebeisen Zsombor Pálkövi Sędziowie liniowi: Albert Ankerstjerne David Klouček |

| 13 grudnia 2021 | Kazachstan | 2:5 | Norwegia | Bitcoin Arena, Hørsholm |

| Szczegóły      | Szczegóły                                   | Szczegóły       | Szczegóły | Szczegóły                                                                                               |
| -------------- | ------------------------------------------- | --------------- | --- | --- |
| Godzina: 13:00 | A. Nurłan (EQ) 46:32 D. Kajryżan (EQ) 47:12 | (0:0, 0:4, 2:1) | 29:15 (EQ) A. Dahl 32:09 (EQ) S. A. Ahlsen 36:09 (PP) L. L. Trygg 38:55 (EQ) A. B. Strandborg 49:23 (EQ) S. V. Engebråten | Widzów: 102 Sędzia główny: Daniel Eriksson Christian Ofner Sędziowie liniowi: Knut Braten Henrik Haurum |
| Godzina: 13:00 | 14 min. kar                                 |                 | 33 min. kar | Widzów: 102 Sędzia główny: Daniel Eriksson Christian Ofner Sędziowie liniowi: Knut Braten Henrik Haurum |

| 13 grudnia 2021 | Białoruś | 8:2 | Węgry | Bitcoin Arena, Hørsholm |

| Szczegóły      | Szczegóły | Szczegóły       | Szczegóły                                     | Szczegóły                                                                                             |
| -------------- | --- | --------------- | --------------------------------------------- | --- |
| Godzina: 16:30 | A. Suworow (EQ) 03:21 D. Kuźmin (PP) 06:29 S. Kuzniecow (EQ) 09:13 A. Suworow (EQ) 13:25 A. Palczik (EQ) 19:28 W. Pińczuk (EQ) 41:49 W. Diemczenko (EQ) 53:07 S. Kuzniecow (PP) 54:42 | (5:1, 0:1, 3:0) | 07:57 (EQ) M. Schlekmann 20:30 (EQ) K. Németh | Widzów: 133 Sędzia główny: Niclas Lundsgaard Marek Žák Sędziowie liniowi: Arciom Łabzow Simon Riecken |
| Godzina: 16:30 | 20 min. kar |                 | 10 min. kar                                   | Widzów: 133 Sędzia główny: Niclas Lundsgaard Marek Žák Sędziowie liniowi: Arciom Łabzow Simon Riecken |

| 13 grudnia 2021 | Łotwa | 5:4 | Dania | Bitcoin Arena, Hørsholm |

| Szczegóły      | Szczegóły | Szczegóły       | Szczegóły                                                                                               | Szczegóły                                                                                                 |
| -------------- | --- | --------------- | --- | --- |
| Godzina: 20:00 | Ģ. Silkalns (PP) 11:55 R. Bergmanis (EQ) 31:16 R. Ansons (PP2) 39:59 R. Simanovičs (EQ) 54:18 R. Ansons (EQ) 58:34 | (1:1, 2:3, 2:0) | 13:21 (SH) L. B. Przemieslo 25:02 (SH) A. Schou Nielsson 30:16 (EQ) M. Almquist 36:33 (EQ) P. Lauritzen | Widzów: 472 Sędzia główny: Mirosław Jarec Marcus Wannerstedt Sędziowie liniowi: Uldis Buss Emil Dalsgaard |
| Godzina: 20:00 | 4 min. kar |                 | 18 min. kar                                                                                             | Widzów: 472 Sędzia główny: Mirosław Jarec Marcus Wannerstedt Sędziowie liniowi: Uldis Buss Emil Dalsgaard |

| 15 grudnia 2021 | Łotwa | 1:2 | Białoruś | Bitcoin Arena, Hørsholm |

| Szczegóły      | Szczegóły             | Szczegóły       | Szczegóły                                | Szczegóły                                                                                                |
| -------------- | --------------------- | --------------- | ---------------------------------------- | --- |
| Godzina: 13:00 | R. Ansons (PEN) 55:17 | (0:0, 0:1, 1:1) | 33:33 (PP) I. Spat 52:52 (EQ) A. Suworow | Widzów: 136 Sędzia główny: Daniel Eriksson Micha Hebeisen Sędziowie liniowi: Henrik Haurum Simon Riecken |
| Godzina: 13:00 | 6 min. kar            |                 | 8 min. kar                               | Widzów: 136 Sędzia główny: Daniel Eriksson Micha Hebeisen Sędziowie liniowi: Henrik Haurum Simon Riecken |

| 15 grudnia 2021 | Węgry | 1:5 | Norwegia | Bitcoin Arena, Hørsholm |

| Szczegóły      | Szczegóły          | Szczegóły       | Szczegóły                                                                                               | Szczegóły |
| -------------- | ------------------ | --------------- | --- | --- |
| Godzina: 16:30 | T. Tóth (EQ) 13:32 | (1:1, 0:2, 0:2) | 02:14 (EQ) S. Wold 23:52 (PP) E. B. Olsen 32:19 (EQ) M. Øby-Olsen 40:57 (PP) A. Dahl 52:05 (PP) A. Dahl | Widzów: 146 Sędzia główny: Mirosław Jarec Niclas Lundsgaard Sędziowie liniowi: Albert Ankerstjerne Arciom Łabzow |
| Godzina: 16:30 | 39 min. kar        |                 | 8 min. kar                                                                                              | Widzów: 146 Sędzia główny: Mirosław Jarec Niclas Lundsgaard Sędziowie liniowi: Albert Ankerstjerne Arciom Łabzow |

| 15 grudnia 2021 | Kazachstan | 4:1 | Dania | Bitcoin Arena, Hørsholm |

| Szczegóły      | Szczegóły                                                                                        | Szczegóły       | Szczegóły                   | Szczegóły                                                                                               |
| -------------- | ------------------------------------------------------------------------------------------------ | --------------- | --------------------------- | --- |
| Godzina: 20:00 | K. Morożnikow (EQ) 31:37 K. Morożnikow (EQ) 33:08 R. Ospanow (EQ) 45:05 N. Szułga (EQ/ENG) 58:24 | (0:0, 2:1, 2:0) | 33:45 (PP) L. B. Przemieslo | Widzów: 498 Sędzia główny: Christian Ofner Zsombor Pálkövi Sędziowie liniowi: Knut Braten David Klouček |
| Godzina: 20:00 | 37 min. kar                                                                                      |                 | 12 min. kar                 | Widzów: 498 Sędzia główny: Christian Ofner Zsombor Pálkövi Sędziowie liniowi: Knut Braten David Klouček |

| 16 grudnia 2021 | Łotwa | 6:1 | Węgry | Bitcoin Arena, Hørsholm |

| Szczegóły      | Szczegóły | Szczegóły       | Szczegóły          | Szczegóły                                                                                                 |
| -------------- | --- | --------------- | ------------------ | --- |
| Godzina: 13:00 | S. Vilmanis (PP) 06:56 A. Ravinskis (EQ) 13:56 R. M. Vitolins (EQ) 19:12 F. E. Gavars (PP) 46:26 M. R. Lavins (PP) 49:55 D. Locmelis (EQ) 58:01 | (3:1, 0:0, 3:0) | 17:10 (EQ) T. Tóth | Widzów: 131 Sędzia główny: Marcus Wannerstedt Marek Žák Sędziowie liniowi: Albert Ankerstjerne Uldis Buss |
| Godzina: 13:00 | 12 min. kar |                 | 37 min. kar        | Widzów: 131 Sędzia główny: Marcus Wannerstedt Marek Žák Sędziowie liniowi: Albert Ankerstjerne Uldis Buss |

| 16 grudnia 2021 | Białoruś | 4:2 | Kazachstan | Bitcoin Arena, Hørsholm |

| Szczegóły      | Szczegóły                                                                                     | Szczegóły       | Szczegóły                                    | Szczegóły                                                                                                 |
| -------------- | --------------------------------------------------------------------------------------------- | --------------- | -------------------------------------------- | --- |
| Godzina: 16:30 | S. Kuzniecow (PP) 05:56 J. Czezganow (EQ) 08:15 J. Czezganow (EQ) 23:39 J. Sidorow (EQ) 42:29 | (2:1, 1:1, 1:0) | 10:53 (EQ) D. Cybin 36:44 (EQ) K. Morożnikow | Widzów: 124 Sędzia główny: Daniel Eriksson Zsombor Pálkövi Sędziowie liniowi: Henrik Haurum David Klouček |
| Godzina: 16:30 | 6 min. kar                                                                                    |                 | 8 min. kar                                   | Widzów: 124 Sędzia główny: Daniel Eriksson Zsombor Pálkövi Sędziowie liniowi: Henrik Haurum David Klouček |

| 16 grudnia 2021 | Norwegia | 6:3 | Dania | Bitcoin Arena, Hørsholm |

| Szczegóły      | Szczegóły | Szczegóły       | Szczegóły                                                        | Szczegóły                                                                                               |
| -------------- | --- | --------------- | ---------------------------------------------------------------- | --- |
| Godzina: 20:00 | P. Granath (SH) 04:19 E. B. Olsen (EQ) 08:00 O. J. Bjørgvik Holm (EQ) 35:51 E. Wold (EQ) 37:21 A. B. Strandborg (EQ) 37:48 L. L. Trygg (EQ) 38:19 | (2:1, 4:1, 0:1) | 05:16 (PP) A. Als 23:38 (EQ) M. Almquist 58:16 (PP) A. Schioldan | Widzów: 543 Sędzia główny: Micha Hebeisen Christian Ofner Sędziowie liniowi: Knut Braten Emil Dalsgaard |
| Godzina: 20:00 | 8 min. kar |                 | 8 min. kar                                                       | Widzów: 543 Sędzia główny: Micha Hebeisen Christian Ofner Sędziowie liniowi: Knut Braten Emil Dalsgaard |

| 18 grudnia 2021 | Białoruś | 3:2 | Norwegia | Bitcoin Arena, Hørsholm |

| Szczegóły      | Szczegóły                                                                  | Szczegóły       | Szczegóły                                    | Szczegóły                                                                                                  |
| -------------- | -------------------------------------------------------------------------- | --------------- | -------------------------------------------- | --- |
| Godzina: 13:00 | J. Czezganow (EQ) 33:46 A. Suworow (EQ) 48:17 W. Diemczenko (EQ/ENG) 59:18 | (0:0, 1:2, 2:0) | 29:21 (EQ) M. Johnsen 30:26 (EQ) E. B. Olsen | Widzów: 145 Sędzia główny: Micha Hebeisen Niclas Lundsgaard Sędziowie liniowi: Henrik Haurum Simon Riecken |
| Godzina: 13:00 | 37 min. kar                                                                |                 | 8 min. kar                                   | Widzów: 145 Sędzia główny: Micha Hebeisen Niclas Lundsgaard Sędziowie liniowi: Henrik Haurum Simon Riecken |

| 18 grudnia 2021 | Dania | 4:0 | Węgry | Bitcoin Arena, Hørsholm |

| Szczegóły      | Szczegóły                                                                                          | Szczegóły       | Szczegóły   | Szczegóły                                                                                               |
| -------------- | -------------------------------------------------------------------------------------------------- | --------------- | ----------- | --- |
| Godzina: 16:30 | A. Schioldan (EQ) 26:55 K. Larsen (PP) 44:53 A. S. Nielsson (EQ) 50:10 F. F. Brændgaard (PP) 55:16 | (0:0, 1:0, 3:0) |             | Widzów: 627 Sędzia główny: Daniel Eriksson Christian Ofner Sędziowie liniowi: Knut Braten David Klouček |
| Godzina: 16:30 | 6 min. kar                                                                                         |                 | 10 min. kar | Widzów: 627 Sędzia główny: Daniel Eriksson Christian Ofner Sędziowie liniowi: Knut Braten David Klouček |

| 18 grudnia 2021 | Kazachstan | 1:3 | Łotwa | Bitcoin Arena, Hørsholm |

| Szczegóły      | Szczegóły            | Szczegóły       | Szczegóły                                                           | Szczegóły |
| -------------- | -------------------- | --------------- | ------------------------------------------------------------------- | --- |
| Godzina: 20:00 | N. Szułga (EQ) 52:13 | (0:1, 0:1, 1:1) | 16:25 (PP) D. Dukurs 32:08 (PP) Ģ. Silkalns 51:37 (PP) F. E. Gavars | Widzów: 133 Sędzia główny: Mirosław Jarec Zsombor Pálkövi Sędziowie liniowi: Albert Ankerstjerne Arciom Łabzow |
| Godzina: 20:00 | 35 min. kar          |                 | 10 min. kar                                                         | Widzów: 133 Sędzia główny: Mirosław Jarec Zsombor Pálkövi Sędziowie liniowi: Albert Ankerstjerne Arciom Łabzow |

Tabela
| Lp. | Zespół     | M | Pkt | Z | Zd | Pd | P | G+ | G- | +/− |
| --- | ---------- | - | --- | - | -- | -- | - | -- | -- | --- |
| 1.  | Białoruś   | 5 | 15  | 5 | 0  | 0  | 0 | 26 | 8  | +18 |
| 2.  | Łotwa      | 5 | 12  | 4 | 0  | 0  | 1 | 19 | 10 | +9  |
| 3.  | Norwegia   | 5 | 9   | 3 | 0  | 0  | 2 | 20 | 13 | +7  |
| 4.  | Kazachstan | 5 | 6   | 2 | 0  | 0  | 3 | 12 | 14 | -2  |
| 5.  | Dania      | 5 | 3   | 1 | 0  | 0  | 4 | 13 | 24 | -11 |
| 6.  | Węgry      | 5 | 0   | 0 | 0  | 0  | 5 | 5  | 26 | -21 |

    = awans do Elity      = spadek do dywizji I, grupy B
Statystyki indywidualne
- Klasyfikacja strzelców:  Raivis Ansons/ Jegor Czezganow/ Siergiej Kuzniecow/ Aleksandr Suworow: 4 gole[1]
- Klasyfikacja asystentów:  Witalij Pińczuk/ Aleksandr Suworow: 7 asyst[2]
- Klasyfikacja kanadyjska:  Aleksandr Suworow: 11 punktów[3]
- Klasyfikacja +/−:  Jegor Czezganow/ Walentin Diemczenko: +8[4]
- Klasyfikacja skuteczności interwencji bramkarzy:  Bruno Bruveris: 93,88%[5]
- Klasyfikacja średniej goli straconych na mecz bramkarzy:  Bruno Bruveris: 1,38%[5]

Nagrody indywidualne
Dyrektoriat turnieju wybrał trójkę najlepszych zawodników na każdej pozycji:
- Bramkarz:  Aleksiej Kołosow
- Obrońca:  Ole Julian Bjørgvik Holm
- Napastnik:  Aleksandr Suworow

## Grupa B
Wyniki
| 12 grudnia 2021 | Polska | 2:6 | Francja | Tondiraba Icehall, Tallinn |

| Szczegóły      | Szczegóły                                    | Szczegóły       | Szczegóły | Szczegóły                                                                                |
| -------------- | -------------------------------------------- | --------------- | --- | ---------------------------------------------------------------------------------------- |
| Godzina: 12:30 | F. Kapica (EQ) 53:21 S. Maćkowski (EQ) 56:57 | (0:2, 0:0, 2:4) | 07:47 (PP) T. Simonsen 14:53 (EQ) T. Simonsen 42:18 (EQ) J. Hervé 43:16 (EQ) J. Hervé 53:00 (EQ) T. Simonsen 57:16 (EQ) J. Hervé | Widzów: 157 Sędzia główny: Cedric Borga Sędziowie liniowi: Emīls Druseiks Onni Hautamäki |
| Godzina: 12:30 | 10 min. kar                                  |                 | 31 min. kar | Widzów: 157 Sędzia główny: Cedric Borga Sędziowie liniowi: Emīls Druseiks Onni Hautamäki |

| 12 grudnia 2021 | Estonia | 2:7 | Ukraina | Tondiraba Icehall, Tallinn |

| Szczegóły      | Szczegóły                                     | Szczegóły       | Szczegóły | Szczegóły                                                                        |
| -------------- | --------------------------------------------- | --------------- | --- | -------------------------------------------------------------------------------- |
| Godzina: 16:00 | N. Stepanov (EQ) 16:51 D. Kontseus (PP) 31:34 | (1:2, 1:4, 0:1) | 02:10 (EQ) A. Hrabowiecki 08:36 (EQ) D. Korżleckij 21:23 (PP) D. Tracht 27:13 (PP) D. Korżleckij 28:11 (PP) D. Honczarenko 29:46 (EQ) D. Honczarenko 49:25 (PP) A. Hrebenyk | Widzów: 565 Sędzia główny: Yann Furet Sędziowie liniowi: Michał Gerne Tadej Snoj |
| Godzina: 16:00 | 35 min. kar                                   |                 | 10 min. kar | Widzów: 565 Sędzia główny: Yann Furet Sędziowie liniowi: Michał Gerne Tadej Snoj |

| 12 grudnia 2021 | Japonia | 3:7 | Słowenia | Tondiraba Icehall, Tallinn |

| Szczegóły      | Szczegóły                                                      | Szczegóły       | Szczegóły | Szczegóły                                                                                                 |
| -------------- | -------------------------------------------------------------- | --------------- | --- | --- |
| Godzina: 19:30 | K. Murase (EQ) 20:18 Y. Ando (PP) 23:26 K. Tsutsumi (SH) 46:12 | (0:2, 2:1, 1:4) | 03:08 (PP) B. Masic 12:09 (EQ) G. Žeželj 36:03 (PP) Z. Mehle 41:14 (EQ) M. Török 46:27 (EQ) J. Cerne 52:23 (PP1) L. Gomboc 58:49 (EQ) L. Slivnik | Widzów: 132 Sędzia główny: Aleksander Samarin Sędziowie liniowi: Laurynas Stepankevičius Jason Thorrignac |
| Godzina: 19:30 | 41 min. kar                                                    |                 | 16 min. kar | Widzów: 132 Sędzia główny: Aleksander Samarin Sędziowie liniowi: Laurynas Stepankevičius Jason Thorrignac |

| 14 grudnia 2021 | Ukraina | 1:3 | Japonia | Tondiraba Icehall, Tallinn |

| Szczegóły      | Szczegóły             | Szczegóły       | Szczegóły                                                       | Szczegóły                                                                         |
| -------------- | --------------------- | --------------- | --------------------------------------------------------------- | --------------------------------------------------------------------------------- |
| Godzina: 12:30 | M. Simczuk (EQ) 39:19 | (0:1, 1:1, 0:1) | 13:26 (EQ) T. Ueno 24:52 (PP) J. Owa 59:50 (EQ/ENG) K. Tsutsumi | Widzów: 168 Sędzia główny: Cedric Borga Sędziowie liniowi: Tadej Snoj Toivo Tilku |
| Godzina: 12:30 | 6 min. kar            |                 | 4 min. kar                                                      | Widzów: 168 Sędzia główny: Cedric Borga Sędziowie liniowi: Tadej Snoj Toivo Tilku |

| 14 grudnia 2021 | Słowenia | 3:1 | Polska | Tondiraba Icehall, Tallinn |

| Szczegóły      | Szczegóły                                                       | Szczegóły       | Szczegóły              | Szczegóły                                                                                        |
| -------------- | --------------------------------------------------------------- | --------------- | ---------------------- | ------------------------------------------------------------------------------------------------ |
| Godzina: 16:00 | A. Pretnar (EQ) 01:28 N. Brodnik (PS) 30:36 Z. Mehle (EQ) 45:46 | (1:1, 1:0, 1:0) | 09:49 (EQ) K. Bukowski | Widzów: 243 Sędzia główny: Aleksander Samarin Sędziowie liniowi: Onni Hautamäki Jason Thorrignac |
| Godzina: 16:00 | 6 min. kar                                                      |                 | 8 min. kar             | Widzów: 243 Sędzia główny: Aleksander Samarin Sędziowie liniowi: Onni Hautamäki Jason Thorrignac |

| 14 grudnia 2021 | Francja | 2:0 | Estonia | Tondiraba Icehall, Tallinn |

| Szczegóły      | Szczegóły                                 | Szczegóły       | Szczegóły  | Szczegóły                                                                                              |
| -------------- | ----------------------------------------- | --------------- | ---------- | --- |
| Godzina: 19:30 | T. Simonsen (EQ) 37:35 F. Dair (EQ) 52:55 | (0:0, 1:0, 1:0) |            | Widzów: 435 Sędzia główny: Władimir Jefremow Sędziowie liniowi: Emīls Druseiks Laurynas Stepankevičius |
| Godzina: 19:30 | 8 min. kar                                |                 | 4 min. kar | Widzów: 435 Sędzia główny: Władimir Jefremow Sędziowie liniowi: Emīls Druseiks Laurynas Stepankevičius |

| 15 grudnia 2021 | Japonia | 7:2 | Polska | Tondiraba Icehall, Tallinn |

| Szczegóły      | Szczegóły | Szczegóły       | Szczegóły                                     | Szczegóły                                                                                |
| -------------- | --- | --------------- | --------------------------------------------- | ---------------------------------------------------------------------------------------- |
| Godzina: 12:30 | Y. Ando (EQ) 03:06 Y. Taneichi (PP) 12:57 J. Kasai (EQ) 24:17 J. Owa (EQ) 24:53 Y. Satō (EQ) 25:56 Y. Toko (EQ) 45:25 K. Tsutsumi (EQ) 54:22 | (2:2, 3:0, 2:0) | 14:39 (EQ) O. Kasperek 16:16 (PP) O. Kasperek | Widzów: 135 Sędzia główny: Yann Furet Sędziowie liniowi: Emīls Druseiks Jason Thorrignac |
| Godzina: 12:30 | 14 min. kar |                 | 41 min. kar                                   | Widzów: 135 Sędzia główny: Yann Furet Sędziowie liniowi: Emīls Druseiks Jason Thorrignac |

| 15 grudnia 2021 | Francja | 6:7 pd. | Ukraina | Tondiraba Icehall, Tallinn |

| Szczegóły      | Szczegóły | Szczegóły            | Szczegóły | Szczegóły                                                                                 |
| -------------- | --- | -------------------- | --- | ----------------------------------------------------------------------------------------- |
| Godzina: 16:00 | T. Simonsen (EQ) 05:26 T. Gueurif (PP) 23:25 J. Hervé (PP) 30:40 F. Dair (EQ) 31:31 K. Leborgne (EQ) 42:07 L. Colombin (PP) 46:13 | (1:5, 3:0, 2:1, 0:1) | 06:48 (EQ) A. Hrabowiecki 07:38 (PP) D. Honczarenko 10:47 (EQ) M. Simczuk 11:49 (EQ) D. Carkowskij 19:30 (EQ) D. Tracht 57:29 (PP1) M. Simczuk 62:44 (EQ) A. Hrebenyk | Widzów: 354 Sędzia główny: Aleksander Samarin Sędziowie liniowi: Michał Gerne Toivo Tilku |
| Godzina: 16:00 | 34 min. kar |                      | 22 min. kar | Widzów: 354 Sędzia główny: Aleksander Samarin Sędziowie liniowi: Michał Gerne Toivo Tilku |

| 15 grudnia 2021 | Słowenia | 8:2 | Estonia | Tondiraba Icehall, Tallinn |

| Szczegóły      | Szczegóły | Szczegóły       | Szczegóły                                     | Szczegóły                                                                                              |
| -------------- | --- | --------------- | --------------------------------------------- | --- |
| Godzina: 19:30 | J. Cosic (EQ) 12:36 Z. Mehle (EQ) 18:50 M. Mahkovec (EQ) 24:54 N. Langus (EQ) 25:51 M. Török (EQ) 28:34 L. Slivnik (EQ) 31:32 N. Burgar (EQ) 53:59 J. Cosic (EQ) 57:27 | (2:2, 4:0, 2:0) | 11:05 (PP) M. Potšinok 17:05 (EQ) N. Kirillov | Widzów: 621 Sędzia główny: Władimir Jefremow Sędziowie liniowi: Onni Hautamäki Laurynas Stepankevičius |
| Godzina: 19:30 | 10 min. kar |                 | 12 min. kar                                   | Widzów: 621 Sędzia główny: Władimir Jefremow Sędziowie liniowi: Onni Hautamäki Laurynas Stepankevičius |

| 17 grudnia 2021 | Ukraina | 12:30 | Słowenia | Tondiraba Icehall, Tallinn |

| 17 grudnia 2021 | Francja | 16:00 | Japonia | Tondiraba Icehall, Tallinn |

| 17 grudnia 2021 | Polska | 19:30 | Estonia | Tondiraba Icehall, Tallinn |

| 18 grudnia 2021 | Słowenia | 12:30 | Francja | Tondiraba Icehall, Tallinn |

| 18 grudnia 2021 | Ukraina | 16:00 | Polska | Tondiraba Icehall, Tallinn |

| 18 grudnia 2021 | Estonia | 19:30 | Japonia | Tondiraba Icehall, Tallinn |

Tabela
| Lp. | Zespół   | M | Pkt | Z | Zd | Pd | P | G+ | G- | +/− |
| --- | -------- | - | --- | - | -- | -- | - | -- | -- | --- |
| 1.  | Ukraina  | 1 | 3   | 1 | 0  | 0  | 0 | 7  | 2  | +5  |
| 2.  | Słowenia | 1 | 3   | 1 | 0  | 0  | 0 | 7  | 3  | +4  |
| 3.  | Francja  | 1 | 3   | 1 | 0  | 0  | 0 | 6  | 2  | +4  |
| 4.  | Japonia  | 1 | 0   | 0 | 0  | 0  | 1 | 3  | 7  | -4  |
| 5.  | Polska   | 1 | 0   | 0 | 0  | 0  | 1 | 2  | 6  | -4  |
| 6.  | Estonia  | 1 | 0   | 0 | 0  | 0  | 1 | 2  | 7  | -5  |

    = awans do dywizji I, grupy A      = spadek do dywizji II, grupy A
Statystyki indywidualne
- Klasyfikacja strzelców:
- Klasyfikacja asystentów:
- Klasyfikacja kanadyjska:
- Klasyfikacja +/−:
- Klasyfikacja skuteczności interwencji bramkarzy:
- Klasyfikacja średniej goli straconych na mecz bramkarzy:

Nagrody indywidualne
Dyrektoriat turnieju wybrał trójkę najlepszych zawodników na każdej pozycji:
- Bramkarz:
- Obrońca:
- Napastnik:

Najlepsi zawodnicy każdej reprezentacji wybrani przez szkoleniowców ekip